# Camp du Larzac

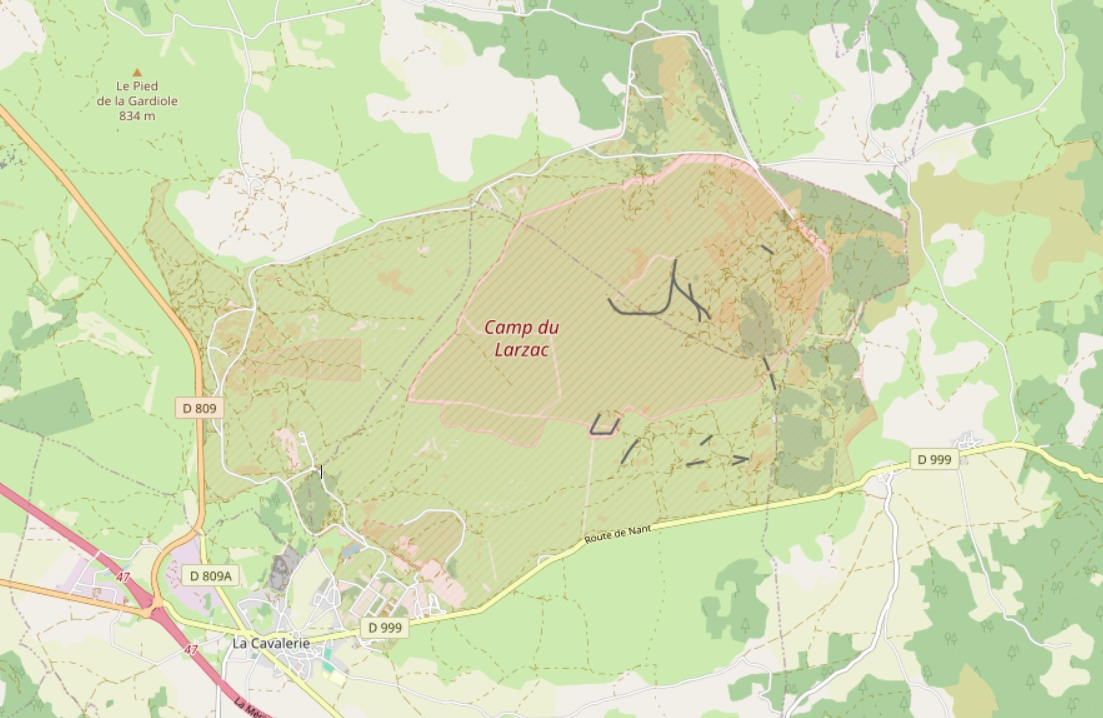
Gelände des Camp du Larzac bei La Cavalerie

Das Camp du Larzac ist ein militärisches Ausbildungs- und Übungslager des französischen Heeres auf dem Gelände der Gemeinde La Cavalerie im Département Aveyron. Das Camp ist der Ausgangspunkt für militärische Übungen auf einem etwa 3.000 Hektar (ha) großen Gelände, das einen großen Teil der Hochebene der Causse du Larzac einnimmt. Im Laufe seiner Geschichte hat das Camp aber immer auch Funktionen gehabt, die über den ursprünglichen Gründungszweck hinausweisen. Nach der Retirada war das Camp Ausbildungsstätte für ehemalig Kämpfer im Spanischen Bürgerkrieg, die sich als Freiwillige der französischen Armee anschließen wollten, und beherbergte auch eine spanische Compagnie de Travailleurs Étrangers (Fremdarbeiterkompagnie). Danach übernahm die deutsche Wehrmacht das Camp, bevor es mit dem Ende des Zweiten Weltkriegs ein großes Kriegsgefangenenlager für deutsche Soldaten wurde.

Gemarkungsgrenze von La Cavalerie

Während des Algerischen Unabhängigkeitskrieges entstand im Camp du Lazarc Frankreich größtes „Centre d'Assignation à Résidence Surveillée“ (CARS; Zentrum für überwachten Hausarrest), in dem Menschen interniert wurden, die der Unterstützung der algerischen Unabhängigkeitsbestrebungen verdächtigt waren. Nach dem Ende des Unabhängigkeitskrieges füllte sich dann das Camp mit Menschen, die aus Algerien flüchten mussten, weil sie als Algerier mit den Franzosen sympathisiert oder für diese gearbeitet hatten. Aus dem CARS wurde ein CARA, ein „Centre d'Accueil des Rapatriés d'Algérie“ (Aufnahmezentren für Rückkehrer aus Algerien), in dem die Harkis und ihre Familien untergebracht wurden.

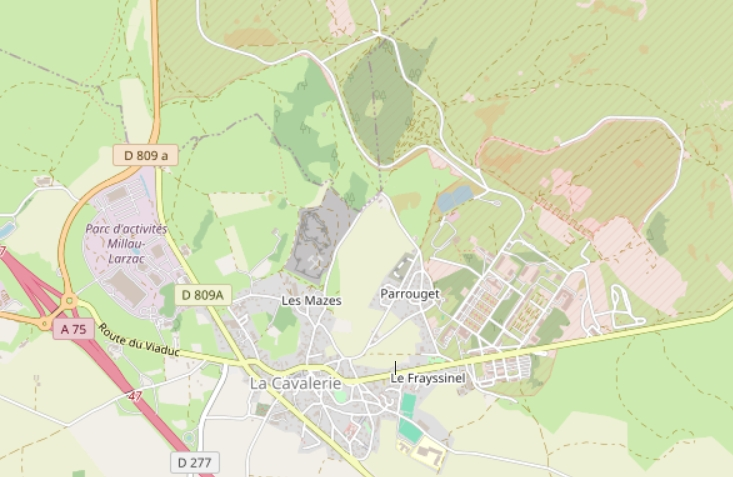
Der Kasernenbereich des Camp du Larzac (rechts neben Parrouget) zwischen La Cavalerie und dem Rande des militärischen Übungsgeländes

Nach der Unterbringung der Harkis in anderen Lagern bekam in den 1960er Jahren das Militär das Camp wieder für seine Zwecke zurück, und Anfang der 1970er Jahre gab es Pläne zur Erweiterung des Camps. Dagegen gab es Widerstand aus der ansässigen Bevölkerung, der sich zu einem symbolträchtigen Kampf gegen diese Pläne entwickelte und schließlich 1981 zur staatlichen Abkehr von diesen Plänen führte. Der Kampf gegen die Erweiterung des Camp du Larzac wurde begleitet von einer breiten nationalen und internationalen Solidaritätsbewegung, und der Larzac-Widerstand inspirierte viele Basisbewegungen in aller Welt.
Heute ist das Camp du Larzac ein Standort der Légion étrangère, der Fremdenlegion.

## Geschichte
Eine beliebige Internetabfrage mit den Begriffen Larzac oder Camp du Larzac führt unweigerlich zu einer Flut von Artikeln, die sich mit der Geschichte des Kampfes gegen die Erweiterung des Militärgeländes und der Verhinderung dieses Vorhabens befassen. Vor diesem Hintergrund werden alle anderen Entwicklungsstadien des Camps – mit Ausnahme der zur Zeit des Algerienkrieges – meist nur als Vorgeschichte abgehandelt. Diese wird nachfolgend etwas ausführlicher dargestellt, auch wenn es nur wenige Quellen über die Existenz des Lagers in den Jahren 1902 bis 1939 gibt.

### Das Camp von seiner Gründung bis zum Jahr 1939
Im Rückblick aus der Zeit zu Beginn der Kämpfe um die Erweiterung der Militärbasis verweisen die Archives départementales de l'Aveyron darauf, dass eine militärische Präsenz für die Menschen des Larzac nichts Neues war und die Pläne für ein militärisches Ausbildungslager auf der Causse du Larzac bereits nach der Niederlage 1870 im Deutsch-Französischen Krieg entstanden. Als die Pläne 1899 konkreter wurden, bewarben sich mehrere Gemeinden als Standort, bis dann La Cavalerie und der heute zu Nant gehörende Weiler Les Liquisses den Zuschlag erhielten.:S. 18 Es wurden 3.000 Hektar Gemeindeland kostenlos abgetreten, weil man sich eine beträchtliche wirtschaftliche Entwicklung versprach.
Das 1902 eröffnete Camp war kein hermetisch abgeriegeltes Sperrgebiet, sondern ermöglichte ein Nebeneinander von Militär und landwirtschaftlicher Nutzung. Die Schießzeiten waren anfangs auf die frühen Morgenstunden beschränkt, täglich von 4 Uhr bis 10 Uhr, damit die Bewohner des Larzac danach ihre Schafe weiden lassen konnten. Dadurch sollten vor allem auch Konflikte mit den Produzenten des Roquefort und den Besitzern der damals noch zahlreichen Kellereien vermieden werden.:Abschnitt 5 Auch Wolfgang Hertle geht davon aus, dass bei maximal 50 jährlichen Übungstagen der Artillerie die landwirtschaftliche Nutzung des Geländes lange Zeit relativ wenig behindert wurde. Seine Behauptung aber, dass 1927 die Bürgermeister des Plateaus erlaubt hätten, die Manöver auf weiteren 30.000 ha Fläche auszuweiten, die bislang ausschließlich der privaten Landwirtschaft gedient hätten:S. 18, kann so kaum stehen bleiben. in einer Broschüre der Stadt Millau heißt es nämlich, dass den Bauern die Beweidung des Gebietes nur zu den von der Militärbehörde festgelegten Zeiträumen, Uhrzeiten und Bedingungen möglich gewesen sei, und sie seien zudem ab 1927 gezwungen worden, auch Übungen des Militärs zu akzeptieren, die außerhalb der ursprünglichen Grenzen des Lagers durchgeführt wurden.:S. 8

Das Camp du Lazarc in seinen frühen Jahren
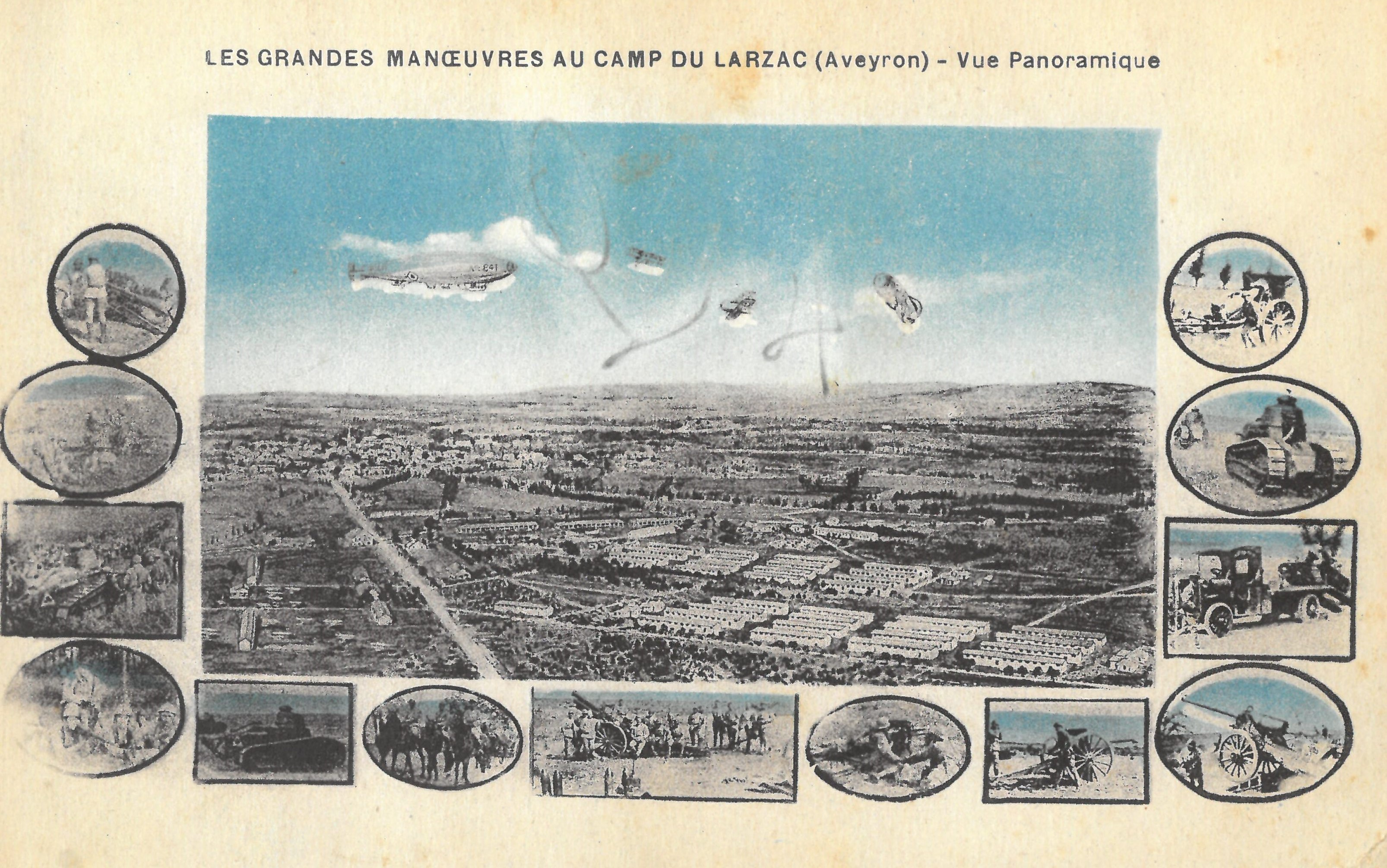
Panoramablick auf das Camp im Vordergrund und auf das links dahinterliegende La Cavalerie (Postkarte vom 4. August 1929)
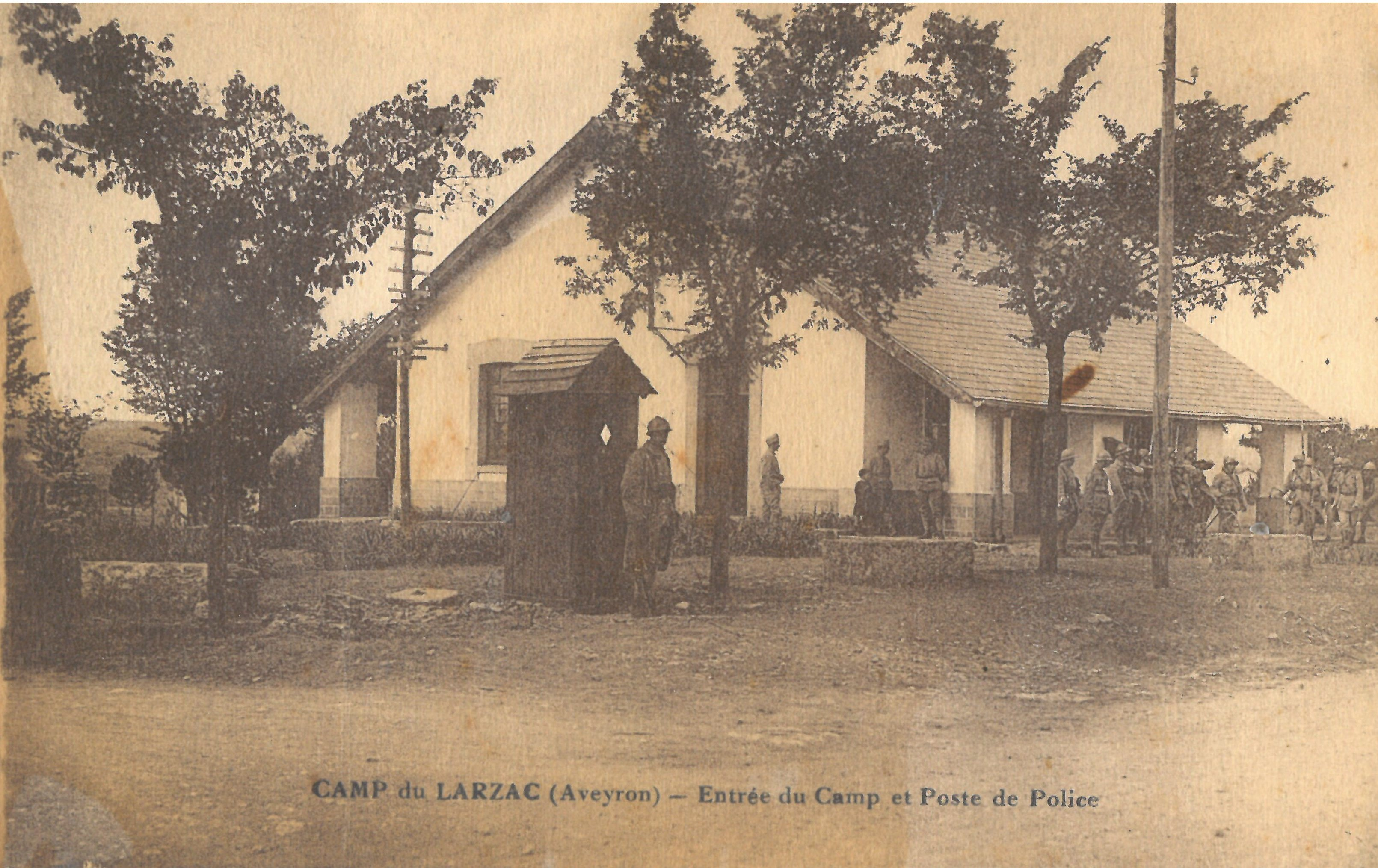
Der Eingang zumCamp
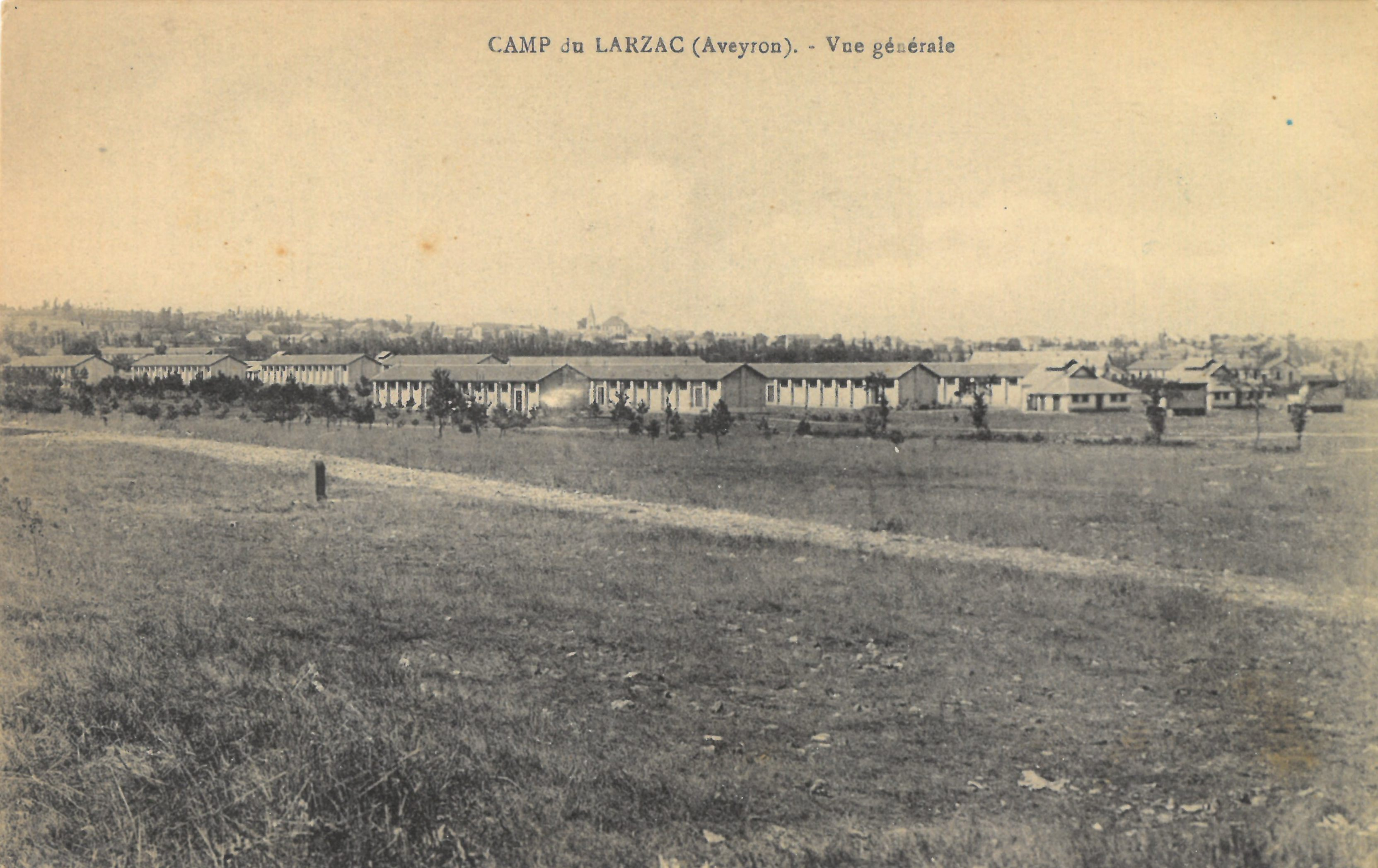
Blick auf die Unterkünfte (Im Hintergrund der Kirchturm und die Häuser von La Cavalerie)
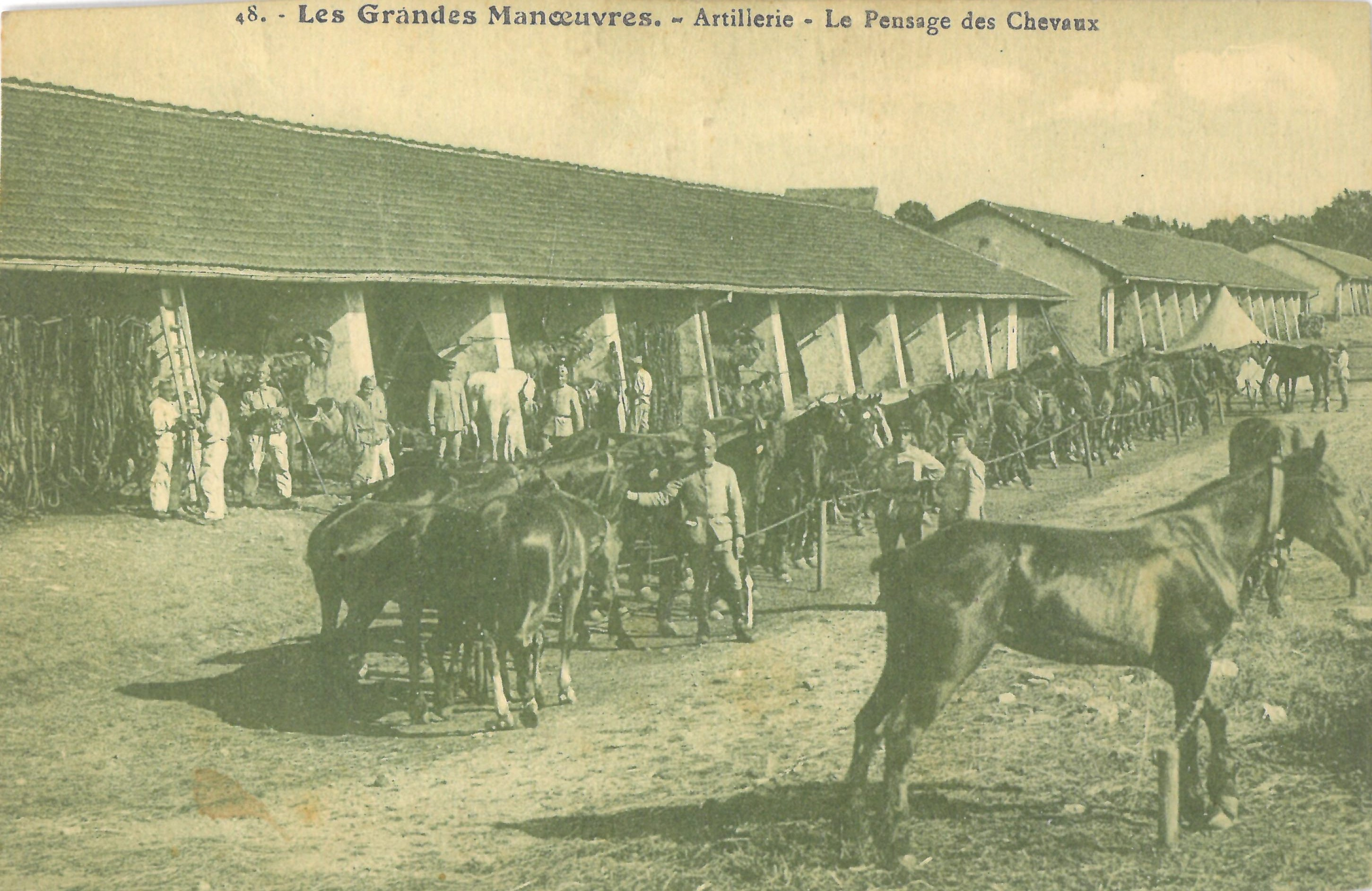
Blick auf die Pferdeställe auf einer am 10. Juli 1928 verschickten Postkarte

Artières, der für den Ersten Weltkrieg keine besonderen Vorkommnisse vermeldet und auch die Erweiterung des Camps im Jahre 1927 nicht erwähnt, sieht das Camp ab 1929 „mehrere Sommer lang [als] Schauplatz einer Reihe von antimilitaristischen Ereignissen […], die von der Kommunistischen Partei inszeniert wurden“.:Abschnitt 17 f. Es ging um an die Soldaten gerichtete Flugblätter, das Hissen von roten Fahnen in Sichtweise des Camps oder um auf Wänden angebrachte Parolen wie „Nieder mit dem Krieg. Arbeiter und Soldaten  verbrüdert Euch“. In den Folgejahren kam es auch immer mal wieder zu kurzzeitigen Inhaftierungen von Soldaten, die der antimilitaristischen Propaganda beschuldigt worden waren. Im Juni 1935 erlitten bei der Explosion einer Granate sechs Soldaten zum Teil schwere Verletzungen. ums Leben. Opfer unter den Reservisten des 81. Infanterieregiments, das zu dieser Zeit auf dem Larzac Manöver durchführte. Die L’Humanité bezweifelte, dass es sich um einen Unfall gehandelt habe. Sie sprach von einem „neuen Drama der Kriegsvorbereitung“ und vermutete den Versuch, die wahren Ursachen des Unglücks zu verschleiern und die Verantwortung auf die Opfer abzuwälzen.:Abschnitt 21
Vier Jahre später begann ein neuer Abschnitt in der Geschichte des Camps.

### Zwischen Spanischem Bürgerkrieg und Ende des Zweiten Weltkriegs
Zu Beginn des Jahres 1939 strömten Zehntausende Flüchtlinge aus dem Spanischen Bürgerkrieg über die Pyrenäen in den Süden Frankreichs. Seitens der französischen Regierung waren hierfür keine Vorkehrungen getroffen worden, wie und wo die Flüchtenden untergebracht werden könnten. So entstanden improvisierte Lager, die anfangs aus nicht mehr bestanden, als aus einem mit Stacheldraht umzäumten Gelände. Zu diesen frühen Centres d'acceil oder auch Centres de recueil (Aufnahmezentren oder Sammelstellen). zählten zum Beispiel die Internierungslager in Agde  und in Le Barcarès. Diese Auffanglager erwiesen sich schnell als unzureichend, weshalb die französischen Behörden damit begannen, die spanischen Flüchtlinge in entfernteren Orten und kleineren Lagern unterzubringen.
In Frankreich waren schon vor der Ankunft der spanischen Flüchtlinge die gesetzlichen Voraussetzungen geschaffen worden, um die Flüchtlinge für das ihnen gewährte Aufenthaltsrecht für besondere Dienste in die Pflicht nehmen zu können. Damit existierte auch der legale Rahmen für die Errichtung des Camp du Larzac als Internierungsstäte für spanische Flüchtlinge.

#### Das Camp du Larzac als Lager für spanische Flüchtlinge
Das Spanierlager im Camp du Lazarc sollte das Lager in Agde entlasten. Hier wurde im Mai 1939 die erste Compagnie de Travailleurs Etrangers (CTE, Fremdarbeiterkompagnie) im Aveyron gegründet. Ihr gehörten 250 Männer an, die für Arbeiten zur Einrichtung des Lagers eingesetzt wurden. Diese CTE – laut der Webseite von Odysséo die CTE 41 – blieb bis 1941 im Camp du Lazarc stationiert.
Eine weitere Methode, für Frankreich die wirtschaftlichen Belastungen durch die ins Land geströmten Exilanten zu minimieren, sahen die Behörden darin, alle Ausländer, die in Frankreich bleiben wollten, der Militärpflicht zu unterwerfen. Mit dem Ausbruch des Zweiten Weltkriegs bewarben sich aber auch viele der Ausländer freiwillig zum Militärdienst, um in den Reihen der französischen Armee gegen die deutschen Angreifer zu kämpfen. In der Folge wurde im Herbst 1939 für die spanischen Republikaner ein Rekrutierungsbüro in Perpignan eröffnet, während sich die deutschen und österreichischen Antifaschisten in Paris zu melden hatten.
Ende September 1939 wurden alle ausländischen Freiwilligen in das Internierungslager Barcarès einberufen, wo sie unter der Aufsicht ehemaliger in Afrika eingesetzter Legionäre eine militärische Ausbildung erhalten sollten. Explizit sollten Regimenter ausländischer Freiwilliger gebildet werden und ausdrücklich keine Regimenter der Fremdenlegion.
In Bacarès wurden in drei Monaten drei Régiments de Marche des Volontaires Étrangers (RMVE; Marschregimenter der ausländischen Freiwilligen) gebildet. Im Anschluss daran wurde die Ausbildung im Camp du Larzac fortgesetzt.

« Le 22e régiment arrive ainsi au Larzac le 18 avril 1940, relevant le 21e qui retourne au Barcarès. L'instruction est répartie selon quatre axes principaux : tirs, travaux de campagne, exercices de combat, exercices de nuit. Les groupes de combat en profitent pour consolider les acquis et les mettre en pratique sur le terrain. »

„Das 22. Regiment kommt so am 18. April 1940 in Larzac an und löst das 21. ab, das nach Barcarès zurückkehrt. Die Ausbildung ist in vier Hauptbereiche aufgeteilt: Schießen, Feldarbeit, Gefechtsübungen, Nachtübungen. Die Kampfgruppen nutzen diese Zeit, um das Gelernte zu festigen und im Gelände anzuwenden.“

Für die im Larzac ausgebildeten RMVE-Kämpfer zeichnet Gondron Frédéric nur für das 22. Regiment dessen weitere Verwendung nach. Sie kamen zunächst im Elsass zum Einsatz und zuletzt im Mai 1940 an der Nordfront in der Nähe von Fresnes-Mazancourt.

#### Das Camp unter deutscher Besatzung und nach der Befreiung
Mit dem Waffenstillstand von Compiègne (1940) wurde das Camp du Larzac, das nun in der sogenannten Freien Zone (Südzone) lag, zum Demobilisierungszentrum für die französischen Truppen.:S. 18 Nach Philippe Artières ging der Zweite Weltkrieg am Lazarc fast vollständig vorbei, doch für das Camp du Larzac interessierten sich auch die deutschen Besatzer, nachdem sie im November 1942 die bisherige Freie Zone besetzt hatten. Im Dezember 1943 wurde das Camp von der Wehrmacht beschlagnahmt. Fortan betrieben dort etwa 1.400 deutsche Soldaten Radaranlagen und Luftabwehrbatterien und nutzten das Gelände für eigene Ausbildungszwecke.:S. 8
Wann die Deutschen wegen des Vordringens der alliierten Truppen das Camp du Larzac räumten, ist nicht belegt, aber Deutsche waren dort bald wieder zu finden: Nach der Befreiung wurden dort zwischen 1945 und 1949 etwa 10.000 deutsche Kriegsgefangene festgehalten.:S. 8
Nach dem Ende der Nutzung als Kriegsgefangenenlager wurde das Camp du Larzac wieder zu einem Lager für die militärische Sommerausbildungen französischer Soldaten.

### Das Camp du Larzc im und nach dem Algerienkrieg

#### Das System der administrativen Internierung
Unter dem Vichy-Regime war die l'internement administratif, die administrative Internierung, eine gängige Praxis, um politische Gegner ohne Gerichtsverfahren zu internieren. Das alleine auf behördlichen Anordnungen beruhende Verfahren richtete sich gegen Personen nicht aufgrund dessen, was sie getan haben (oder mutmaßlich getan haben), sondern aufgrund der potenziellen Gefahr, die sie in den Augen der Machthaber darstellten. Auf diese Praxis griffen die französischen Behörden im Verlauf des Algerischen Unabhängigkeitskrieges erneut zurück.

« Se distinguant du système pénitentiaire par son caractère collectif, extrajudiciaire et arbitraire qui contribue à essentialiser les individus qui y transitent, l’internement permet aux autorités policières de rassembler des civils et de leur appliquer des procédés de contrôle militaire. »

„Die Internierung unterscheidet sich vom Strafvollzugssystem durch ihren kollektiven, außergerichtlichen und willkürlichen Charakter, der dazu beiträgt, die Individuen, die sich dort aufhalten, aufs Wesentliche zu reduzieren. Sie ermöglicht es den Polizeibehörden, Zivilisten zusammenzutreiben und militärische Kontrollverfahren auf sie anzuwenden.“

In den algerischen Departements galten bereits seit dem Ausbruch der Unabhängigkeitsbewegung Ausnahmeregelungen im Umgang mit den Aufständischen. Diese Sondervollmachten wurden 1957 auf das Mutterland ausgeweitet, um die Internierung von Algeriern zu ermöglichen, die dort bereits von der Justiz verfolgt wurden. Kaum ein Jahr später wurde diese Einschränkung jedoch außer Kraft gesetzt. Nach einer Offensive der Front de Libération Nationale (FLN) im Sommer 1958 wurde die Internierung ab dem 7. Oktober auf alle Personen ausgeweitet, die aufgrund ihrer direkten oder indirekten materiellen Hilfe für die algerischen Rebellen eine Gefahr für die öffentliche Sicherheit in Frankreich darstellen. Damit war für die französische Polizei der Weg frei, Verdächtige festzunehmen und sie in dafür eingerichteten Zentren unbefristet unter Hausarrest zu stellen.

#### Das Zentrum für überwachten Hausarrest
Im Frühjahr 1959 wurde das Camp du Larzac zu einem Camp d’Assignation à Résidence Surveillé (CARS; Zentrum für überwachten Hausarrest) und in dieser Funktion Hauptlager für Algerier im französischen Mutterland, in dem bis 1962 über 3.000 Personen gleichzeitig interniert waren und insgesamt fast 10.000.:Abschnitt 2 Drei weitere derartiger Zentren befanden sich in Vadenay, im Camp de Saint-Maurice l'Ardoise und im Camp de Thol in Neuville-sur-Ain.
Im Mai 1959 wurden die ersten 1.343 Algerier interniert im Camp du Larzac interniert; im Dezember waren es bereits 3.000. Das Lager bestand damals aus 32 Gebäuden mit 90 Plätzen und 6 Gebäuden mit 160 Plätzen, war aber insgesamt nicht für den Betrieb im Winter ausgelegt.:S. 8 Unter den in der Region herrschenden klimatischen Bedingungen war das für die Internierten sehr belastend, und  in den Gebäuden fehlte es an sanitären Einrichtungen.:Abschnitt 3
Gegen diese Internierungspraxis formierte sich Widerstand aus der von Lanza del Vasto gegründeten Gemeinschaft Die Arche (bekannt auch als Gemeinschaft von La Borie Noble). Angehörige der Gruppe waren bereits im April 1957 in einen zwanzigtägigen Hungerstreik gegen die Folter im Algerienkrieg getreten und protestierten 1959 und 1960 gegen die Internierungslager für verdächtige Nordafrikaner, so auch auf dem Larzac. Die Gemeinschaft spielte später auch eine wichtige Rolle beim Kampf um den Larzac.:S. 58
Das Lager war in zwei voneinander isolierte Einheiten unterteilt, die zur besseren Kontrolle, Betreuung und Überwachung der Internierten weiter untergliedert wurden:Abschnitt 5:
- Im Orient befanden sich die von den Behörden als am radikalsten eingestuften Internierten, vor allem die Mitglieder FLN. Im Jahr 1960 erfolgte die Unterteilung in drei weitere Sektoren:
  - Extrême Nord mit 250 Plätzen für die „Unverbesserlichen“,
  - Orient Nord mit 750 Plätzen für die „bekannten Aktivisten“ (militants signalés),
  - Orient Sud mit gleicher Größe für Internierte „ohne gemeldete Aktivitäten“ (assignés « sans activité signalée »).
- Im "Occident" waren diejenigen untergebracht, die als gemäßigt galten, oder wie es bei Marcy heißt: Untergebrachte ohne besondere Merkmale (assignés « sans qualificatifs »). Ihre Anzahl belief sich auf fast 2.000 Personen.

Der offiziellen Lagerverwaltung steht eine straff organisierte Verwaltung seitens der FLN und ihrer Kader gegenüber.

„Le FLN prend aussi en charge les fonctions déléguées aux assignés en raison de toutes les carences déjà répertoriées dans l’administration du camp : il intervient ainsi dans la comptabilité, à l’infirmerie, dans la gestion du courrier, l’organisation des activités sportive, etc. Le comité exécutif donne des directives à tous les assignés ayant une responsabilité politique ou administrative, et diffuse des communiqués. Il contrôle aussi le courrier envoyé par les assignés et a formé, en son sein, une commission d’éducation. En décembre 1959, selon l’administration du camp, « le chef de l’enseignement arabe profite de cette fonction pour faire de la propagande “FLN” et intoxiquer les “tièdes”  ». Des pièces de théâtre, aussi, sont jouées.“

„Die FLN übernimmt auch Funktionen, die aufgrund der bereits festgestellten Mängel in der Verwaltung des Lagers an die Zugewiesenen delegiert wurden: Sie greift in die Buchhaltung, die Krankenstation, die Verwaltung der Post, die Organisation von Sportaktivitäten usw. ein. Das Exekutivkomitee erteilt allen Zugewiesenen mit politischer oder administrativer Verantwortung Anweisungen und gibt Verlautbarungen heraus. Es kontrollierte auch die von den Zugewiesenen versandte Post und bildete aus seinen Reihen einen Bildungsausschuss. Im Dezember 1959, so die Lagerverwaltung, "nutzt der Leiter des arabischen Unterrichts diese Funktion, um 'FLN'-Propaganda zu machen und die Lauen zu vergiften". Auch Theaterstücke werden aufgeführt.“

Im Lager gab es unterschiedlichste Formen des kollektiven Protests und Widerstands, für die aber immer die FLN die Verantwortung trug. Es ging dabei um materielle (bessere Verpflegung, bessere medizinische Versorgung) und kulturelle Forderungen (Einrichtung eines Gebetsraumes) bis hin zu politische Forderungen, zum Beispiel der um Anerkennung als politische Gefangenen. Aktionsformen waren die Verweigerung von Mahlzeiten oder von medizinischer Versorgung bis hin zu kulturellen Aktionen, die die algerisch-nationale Sache herausstellten. Unterschiedlich lange dauernde General- und Hungerstreiks bildeten die Höhepunkte der Proteste.:Abschnitt 12 f.
Nach Marcy nahmen die Proteste innerhalb des Lagers einen immer politischeren Charakter an, und die Internierten definierten sich gegenüber ihren Bewachern als international anerkannte Kämpfer, denen der Status von Kriegsgefangenen gebühre.:Abschnitt 16 Im November 1961 kam es zu einer besonders heftigen Streikbewegung an allen Haftorten in Frankreich. Die Internierten des Camp du Larzac beschwerten sich schriftlich gegenüber dem Präfekten des Departements Aveyron über den illegalen und willkürlichen Charakter der „Konzentrationslager“ (camps de concentration) und bekräftigten, dass sie „Kolonialismus“ und „Imperialismus“ bekämpften und die vollständige Unabhängigkeit Algeriens forderten. Die Proteste endeten, nachdem Ende November der politische Status der Gefängnisse und Lager in Frankreich und Algerien von den französischen Behörden gegenüber Vertretern der Gouvernement provisoire de la République algérienne (GPRA; Provisorische Regierung der Algerischen Republik) anerkannt worden war.:Abschnitt 18
Marcy wie auch Eléonore Gratiet-Taicher (siehe Weblinks) machen aber auch deutlich, dass viele der Lagerinsassen im Spannungsverhältnis zweier Mächte lebten. Die eine Macht verkörpert durch eine vielfach überforderte und repressiv agierende Lagerverwaltung, die andere durch eine Art Gegenadministration der FLN.

„La mainmise du FLN sur les assignés est alors très forte, et se manifeste par sa volonté de tout contrôler, pour imposer une seule expression politique. À ses yeux, l’affirmation de l’identité algérienne et la lutte pour l’indépendance de l’Algérie exigent une politique qui ne supporte aucun écart, aucune discussion, aucune faiblesse. L’attitude de l’administration, qui consiste principalement à réprimer, alors que, par ailleurs, la politique algérienne du gouvernement français évolue, contribue à renforcer la volonté des assignés de lutter pour l’indépendance de l’Algérie.“

„Der Würgegriff der FLN auf die Internierten ist damals sehr stark, und er zeigte sich in ihrem Willen, alles zu kontrollieren, um einen einzigen politischen Ausdruck durchzusetzen. In ihren Augen erfordern die Behauptung der algerischen Identität und der Kampf für die Unabhängigkeit Algeriens eine Politik, die keine Abweichung, keine Diskussion und keine Schwäche duldet. Die Haltung der Verwaltung, die hauptsächlich in Repressionen besteht, während sich andererseits die Algerienpolitik der französischen Regierung weiterentwickelt, trägt dazu bei, den Willen der Internierten, für die Unabhängigkeit Algeriens zu kämpfen, zu stärken.“

Im Februar 1962 kam es parallel zu den Verhandlungen zwischen Frankreich und der GPRA noch einmal zu verstärkten Protestaktionen innerhalb des Camps; und am Ende des Ramadan, am 7. März 1962, forderten die Sprecher der Internierten freien Verkehr zwischen den verschiedenen Sektoren, während die Insassen des Camp d'Orient grüne, weiße und rote Kleidung in den Farben Algeriens trugen.:Abschnitt 19 Am 18. März 1962 wurden die Verträge von Évian unterzeichnet; mit denen der Algerienkrieg am 20. März endete. Am 31. März 1962 waren noch 1.679 Personen im Camp. Während der gesamten Zeit der Existenz des Internierungslagers wurden laut den Haftregistern 4.898 Algerier in Frankreich freigelassen und 4.786 nach Algerien überstellt.

#### Das Harki-Lager
Die algerische Unabhängigkeit, für die die FLN gekämpft hatte und für die ihre Sympathisanten im Camp du Larzac interniert worden waren, fand nicht die Zustimmung aller Algerier, und insbesondere nicht die Zustimmung jener, die an der Seite der Franzosen für ein französisches Algerien und gegen die FLN gekämpft hatten.
Nach dem Frieden von Évian von der FLN verfolgt, wurden die Harkis auch von ihrem bisherigen Dienstherrn im Stich gelassen. Charles de Gaulle wollte „auf keinen Fall, dass die Harkis nach Frankreich kämen; zu sehr sah er sein Land schon mit dem Ansturm der 900.000 französischstämmigen Siedler beschäftigt, die nun aus Algerien flüchteten“. Zehntausende der Harkis und ihrer Familien wurden Opfer von Verfolgungen und Massaker, ebenfalls Zehntausenden gelang die Flucht nach Frankreich, wo sie in Auffangs- und Durchgangslagern landeten.

„Bis Dezember 1964 durchliefen fast 42.000 Menschen eines dieser Lager, während mehr als 40.000 andere sie mieden. Sie ähnelten eher Flüchtlingen als Rückkehrern und mussten erneut die französische Staatsbürgerschaft beantragen.“

Die Ankommenden wurden zunächst in zwei Durchgangs- und Umklassifizierungslagern untergebracht:
- Bourg-Lastic und
- Camp du Larzac.

Im Camp du Larzac wurden die Harkis und ihre Familien im Juni 1962 die unmittelbaren Nachfolger derjenigen, die für die Unabhängigkeit Algeriens gekämpft hatten. Wie viele in dem nun „Centre d'Accueil des Rapatriés d'Algérie“ (CARA) genannten Lager vorübergehend Unterkunft fanden, ist nicht eindeutig belegt. Die Webseite Odysséo spricht von fast 12.000 Menschen, Grégoire Souchay von mehr als 8.000, die von Juni bis September 1962 das Camp passierten. Da die vorhandenen Unterkünfte nicht ausreichten, wurden viele Menschen in Zelten untergebracht, was dem Lager den Namen „Camps des mille tentes“ (Lager der tausend Zelte) eingebracht habe.
Die prekären Lebensbedingungen in den beiden Durchgangslagern, die stark an Situationen in den Ausgangslagern erinnern, aus denen 1939 die spanischen Bürgerkriegsflüchtlinge ins Camp du Larzac verlegt wurden, führten auch im Falle der Harkis dazu, dass die Menschen bis Oktober 1962 in andere Lager verlegt werden mussten. Die meisten dieser Auffanglager konnten bereits auf eine eigene Geschichte als Internierungslager in der Zeit zwischen 1939 und 1944 zurückblicken:
- Camp de Rivesaltes
- Harkis-Lager Camp d’Astor
- Camp de Saint-Maurice l'Ardoise
- Camp de la Rye (Le Vigeant)

Für das Camp du Larzac war im Herbst 1962 seine CARA-Geschichte vorüber und es kehrte zu seiner rein militärischen Nutzung zurück. Für die Harkis und ihre Familien war der Auszug aus dem Camp und ihrer Verlegung in ein anderes Lager aber zumeist der Beginn einer noch lange fortdauernden Geschichte der Ausgrenzung und sozialen Benachteiligung.
In seinem im August 2021 erschienen Artikel nennt Grégoire Souchay die im Larzac internierten Algerier – die FLN-Unterstützer ebenso wie die Harkis – „die Vergessenen von Larzac“ (Les oubliés du Larzac). Zumindest für die Harkis stimmt das aber nur teilweise, denn zu ihren Ehren konnte die L'Association départementale des harkis de l'Aveyron am 30. September 2017 ein Denkmal einweihen. Das Denkmal befindet sich auf dem Square Adjudant Bastin, an dessen rechtem Rand auch die Rue des Harkis verläuft, die den Platz vom Camp-Gelände trennt. (Lage)
Nach Souchay scheiterten bislang am Widerstand der Harki-Verbände Bemühungen, die von den FLN-Sympathisanten und den Harkis gemeinsam durchlaufenen Lager zu Orten der gemeinsamen Erinnerung zu machen. Besonders mit einem Blick auf das Camp du Larzac schreibt er:

« Mais la blessure reste encore trop vive pour que les associations de harkis puissent envisager une telle chose. Le Larzac a trop de mémoires et d’histoires pour que toutes aient pu avoir leur place. »

„Doch die Wunde ist noch zu lebendig, als dass die Harkis-Verbände so etwas in Betracht ziehen könnten. Der Larzac hat zu viele Erinnerungen und Geschichten, als dass alle ihren Platz hätten haben können.“

### Die militärische Renaissance des Camp du Larzac
Wie oben schon erwähnt, endete für das Camp du Larzac im Herbst 1962 seine Interimsnutzung als Internierungslager im Kontext des algerischen Unabhängigkeitskrieges. Im Hintergrund gab es wohl schon früher und möglicherweise auch parallel dazu Pläne für eine erweiterte militärische Nutzung. Hertel erwähnt Erweiterungspläne aus dem Jahr 1951, denen 1954 Überlegungen zur Schließung des Camps folgten und ab 1955 auch eine Reduzierung der auf dem Gelände übenden Soldaten. Dagegen formierte sich eine lokale Lobby, die aus wirtschaftlichen Interessen heraus gar eine ganzjährige Nutzung des Geländes und dessen Ausweitung forderte.:S. 18
Die Bitten um eine Erweiterung des Truppenübungsplatzes seitens der Bauernschaft wiederholten sich 1963 und 1965:S. 19, während in den 1960er Jahren das Lager gemäß den NATO-Vereinbarungen auch von der britischen Armee als Manöverort genutzt wurde, die dort den Kampf gegen die IRA übte.:S. 8 Im Hintergrund – ohne dass es öffentlich bekannt gemacht oder den betroffenen Landbesitzern mitgeteilt worden wäre – gingen indes die Planungen für eine Erweiterung des Truppenübungsplatzes weiter. Er sollte von seinen ursprünglichen 3.000 ha um weitere 14.000 ha erweitert werden.
Im Oktober 1970 kündigte André Fanton, der damalige Staatssekretär für nationale Verteidigung, auf einem Regionalkongress der gaullistischen Union pour la Nouvelle République (UDR) in La Cavalerie erstmals das Erweiterungsprojekt an. Die davon betroffenen Landwirte fühlten sich von dieser Ankündigung in ihrer Mehrzahl offenbar nicht alarmiert, doch es gab bereits die Association de Sauvegarde du Larzac et de son Environnement (Verein zur Rettung des Larzac und seiner Umwelt), im Mai 1970 ein Weißbuch mit dem Titel Les problèmes posés par l'extension du camp militaire (Die Probleme, die durch die Erweiterung des Militärlagers entstehen) veröffentlicht hatte.:S. 9 Zudem hatten sich seit Mitte der 1960er Jahre eine Reihe von „Pionieren“ niedergelassen, „die Landwirtschaft mit modernen Methoden und Maschinen wesentlich rentabler betrieben als die Alteingesessenen mit der traditionellen Wirtschaftsweise“.
Nach der Ankündigung von Fanton wurde zwar Unmut gegen das geplante Projekt laut, aber aktiver Widerstand gegen die Pläne stand wohl noch nicht zur Diskussion. „Noch im Mai 1971, als eine Demonstration von Naturschützern, Pazifisten und studentischen Gruppen von der Kreisstadt Millau zur Kaserne zog, standen die Landwirte verwundert als Zuschauer am Straßenrand und fragten sich, was Fremde wohl bewegen mochte, sich für ihre Sache einzusetzen. Noch fehlte die Einheit unter den betroffenen Familien, die verstreut in Weilern und Einzelhöfen wohnten.“
Die Situation änderte sich, nachdem das Projekt am 28. Oktober 1971 durch die Rede des damaligen Verteidigungsministers Michel Debré im Fernsehen als offizielles Regierungsvorhaben angekündigt wurde. Der Ausbau des Truppenübungsplatzes wurde als Teil der militärischen Planungen für den Zeitraum 1971-1975 vorgestellt; die bisherige Fläche sollte auf 17.000 Hektar erweitert werden. 107 Familien hätten in der Folge dieser Planungen ihre landwirtschaftlichen Betriebe aufgeben oder in andere Gegenden umziehen müssen., und das Militärlager hätte sich schließlich über 11 Gemeinden auf dem Plateau der Causse du Larzac erstreckt: Nant, La Cavalerie, L'Hospitalet du Larzac, La Couvertoirade, Millau, Creissels, Saint-Georges de Luzençon, La Bastide Pradines, Saint-Rome de Cernon, La Roque Sainte-Marguerite und Lapanouse de Cernon.
Protest und Widerstand gegen das Projekt – zunächst getragen von linken und studentischen Kreisen von außerhalb der Region – entwickelte sich im Laufe des Jahres 1971 langsam, aber kontinuierlich, und wurde schließlich von den Einheimischen zu ihrer Sache gemacht.

« Les paysans se retrouvent ainsi soutenus par une partie de la classe politique aveyronnaise, notamment par le Conseil Général qui vota une motion demandant le report de la décision ministérielle. Se joignent à l'opposition, la Fédération des industriels de Roquefort, la Chambre d’Agriculture mais aussi l’Eglise Catholique qui témoignent de leur soutien aux agriculteurs. »

„Die Bauern wurden von einem Teil der politischen Klasse des Aveyron unterstützt, insbesondere vom Generalrat, der einen Antrag auf Aufschub der ministeriellen Entscheidung verabschiedete. Der Opposition schlossen sich der Verband der Roquefort-Industriellen, die Landwirtschaftskammer, aber auch die katholische Kirche an, die ihre Unterstützung für die Landwirte bekundeten.“

Am 23. September 1971 fand die erste selbständige Bauerndemonstration statt, zu der sich 30 Bauern mit ihren Traktoren in La Cavalerie einfanden und nach mehreren Runden durch das Dorf Anhängerladungen mit Steinen vor dem Kaserneneingang und dem Haus des UDR-Bürgermeisters abluden.:S. 46 Es war der Auftakt zu einem zehn Jahre fortdauernden Kampf gegen die militärische Landnahme, der einen weltweiten Widerhall fand und erst 1981 nach der Wahl von François Mitterrand zum Staatspräsidenten ein erfolgreiches Ende fand.:S. 275

### Die fortdauernde Militärpräsenz auf dem Larzac
Während der zehnjährigen Auseinandersetzungen um die Erweiterung des Truppenübungsplatzes waren die entsprechenden Planungen nie zum Erliegen gekommen. Erst Mitterrands Wahlversprechen und sein erster Sieg in einer Präsidentschaftswahl setzte dem ein Ende.
Das Camp und das Larzac-Gelände wurden aber weiterhin militärisch genutzt. Seit 1985 war im Camp das Centre d'Entraînement de l'Infanterie au Tir Opérationnel (CEITO; Zentrum für die Ausbildung der Infanterie im operativen Schießen) stationiert. Parallel dazu begannen Planungen, die 1995 zur Gründung des Naturparks Parc Naturel régional des Grands Causses Regionaler Naturpark Grands Causses. Die Causse du Larzac ist Teil dieses Naturparks, der 2011 zum UNESCO-Weltkulturerbe erklärt wurde. Das Verhältnis des Naturparks zu dem fortbestehenden Truppenübungsplatz wird auf der Seite des Parks nicht thematisiert.
Seit 2015 existierten Planungen, das CEITO aus La Cavalerie abzuziehen. Ihm folgt ab 2016 die 13e demi-brigade de Légion étrangère – ohne den gleichen Protest hervorzurufen wie Jahrzehnte zuvor. Aur der Seite L'étappe du Larzac beschreibt Eric Alain die Stationierung der „berühmten“ Fremdenlegionäre gar als einen Akt von historischer Bedeutung.

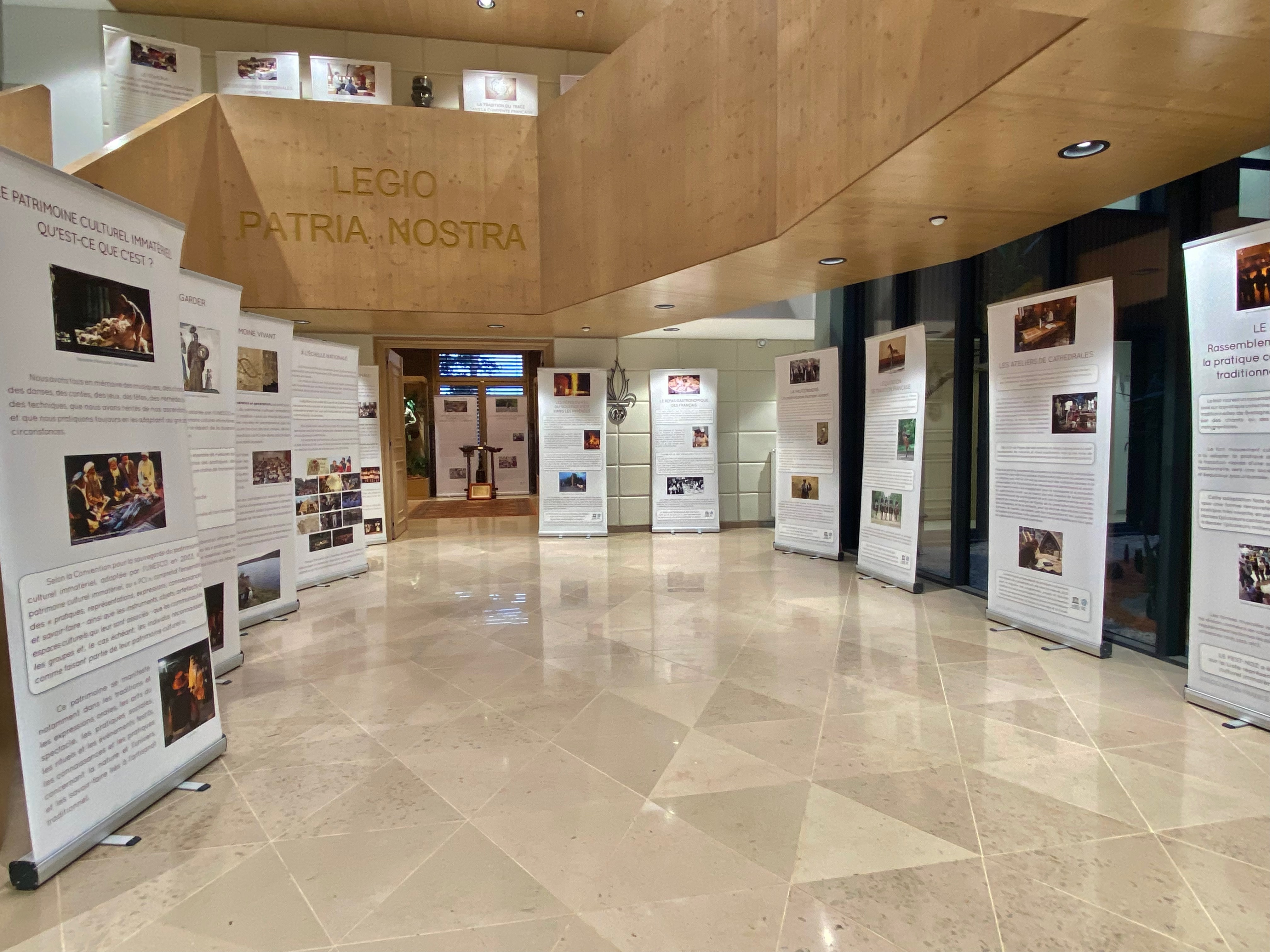
Ausstellung der UNESCO über immaterielles Kulturerbe in Frankreich, die im März 2022 im Camp du Larzac gezeigt wurde

« Créée en 1940, la 13e DBLE est l’un des 2 régiments (avec le RTST) qui rallient en tant qu’entités constituées les FFL (Forces Françaises Libres) en Angleterre au début de la seconde guerre mondiale. Elle est honorée de nombreuses décorations et de faits d’armes pour ses campagnes en Europe, en Afrique et en Indochine. Composée d’environ 1300 hommes, la 13e DBLE rejoint en 2016 le Camp du Larzac, retrouvant ainsi le territoire national qu’elle avait quitté lors de sa création ici-même, en mars 1940. »

„Die 1940 gegründete 13. DBLE war eines der beiden Regimenter (zusammen mit dem RTST), die sich zu Beginn des Zweiten Weltkriegs den FFL (Forces Françaises Libres) in England anschlossen. Sie wurde mit zahlreichen Auszeichnungen und militärische Ehrenzeichen für ihre Feldzüge in Europa, Afrika und Indochina geehrt. Die 13. DBLE besteht aus etwa 1300 Mann und wird 2016 in das Camp du Larzac verlegt. Damit kehrt sie auf das nationale Territorium zurück, das sie bei ihrer Gründung hier im März 1940 verlassen hatte.“

Dass es zu keinen größeren Protesten gegen diese Neustationierung kam, hing auch damit zusammen, dass das Militärlager nicht erweitert wurde, sondern künftig nur intensiver genutzt werden sollte. Damit wurde die 1981 erzielte Übereinkunft – „die Armee bleibt innerhalb ihres Geländes und die Bauern auf ihrem Terrain“ – nicht in Frage gestellt. Für die Unterbringung der Legionäre wurden lediglich die vorhandenen Einrichtungen, die teils noch aus den 1930er Jahren stammten, modernisiert.
Das Foto der 2022 auf dem Militärgelände gezeigten Ausstellung über das kulturelle Erbe Frankreichs legt nahe, dass fünfzig Jahre nach dem Beginn der Auseinandersetzungen um das Camp du Larzac der Widerstand von einst dem Nebeneinander von Militär und Zivilgesellschaft gewichen zu sein scheint – ganz im Sinne des zuvor zitierten Eric Alain, dass die militärische Geschichte zur Entwicklung von La Cavalerie beigetragen hat („Son histoire militaire contribue à son développement.“).